# مغنيسيوم
المغنيسيوم هو عنصر كيميائي رمزه Mg وعدده الذرّي 12، وهو ينتمي إلى الفلزّات القلوية الترابية، التي تقع في المجموعة الثانية للجدول الدوري للعناصر. يوجد هذا العنصر في الشروط القياسية على شكل صلب رمادي برّاق. يأتي المغنيسيوم من حيث الوفرة الطبيعية للعناصر في الكون في المرتبة الثامنة؛ حيث ينتج هذا العنصر في النجوم بعمرها المتأخّر من تفاعل اندماج لنوى الهيليوم في نوى الكربون؛ وعند انفجار تلك النجوم على هيئة مُسْتَعِرَاتٍ عُظْمَيَات، يُطرَح معظم المغنيسيوم إلى الوسط بين النجمي، حيث يعاد تدويره إلى أنظمة نجوم وليدة جديدة. كما يأتي العنصر أيضاً في المرتبة الثامنة من حيث الوفرة في القشرة الأرضية؛ في حين أنّه يأتي في المرتبة الرابعة من حيث وفرة العناصر في تركيب الأرض الكيميائي (بعد الحديد والأكسجين والسيليكون)، مشكّلاً حوالي 14% من كتلة الأرض، وخاصّةً في تركيب الوشاح. يأتي المغنيسيوم في المرتبة الثالثة بعد الصوديوم والكلور من حيث العناصر المنحلّة في ماء البحر.
يتميّز هذا الفلزّ بنشاطه الكيميائي، لذلك لا يوجد بشكله الحرّ في الطبيعة، إنّما على شكل مركّبات كيميائية مع عناصر أخرى، وغالباً بحالة الأكسدة +2. يُستحصَل على الشكل العنصري الحرّ بإجراء عملية تحليل كهربائي لأملاح المغنيسيوم المنحلّة في الأجاج؛ وهو يُستخدَم في العديد من التطبيقات، منها دخوله في تركيب السبائك، مثل سبيكة مغناليوم مع عنصر الألومنيوم، والتي تتميّز بمتانتها مع خفّتها. للمغنيسيوم أهمّية حيوية كبيرة، فهو يأتي في المرتبة الحادية عشرة من حيث وفرة العناصر الكيميائية في جسم الإنسان؛ وهو من العناصر المعدنية الضرورية؛ وخاصّةً بالنسبة للإنزيمات. تستخدم مركّبات المغنيسيوم في تركيب الأدوية، مثل المليّنات ومضادات الحموضة، وكذلك في علاج حالات الإرجاج.

## التاريخ وأصل التسمية

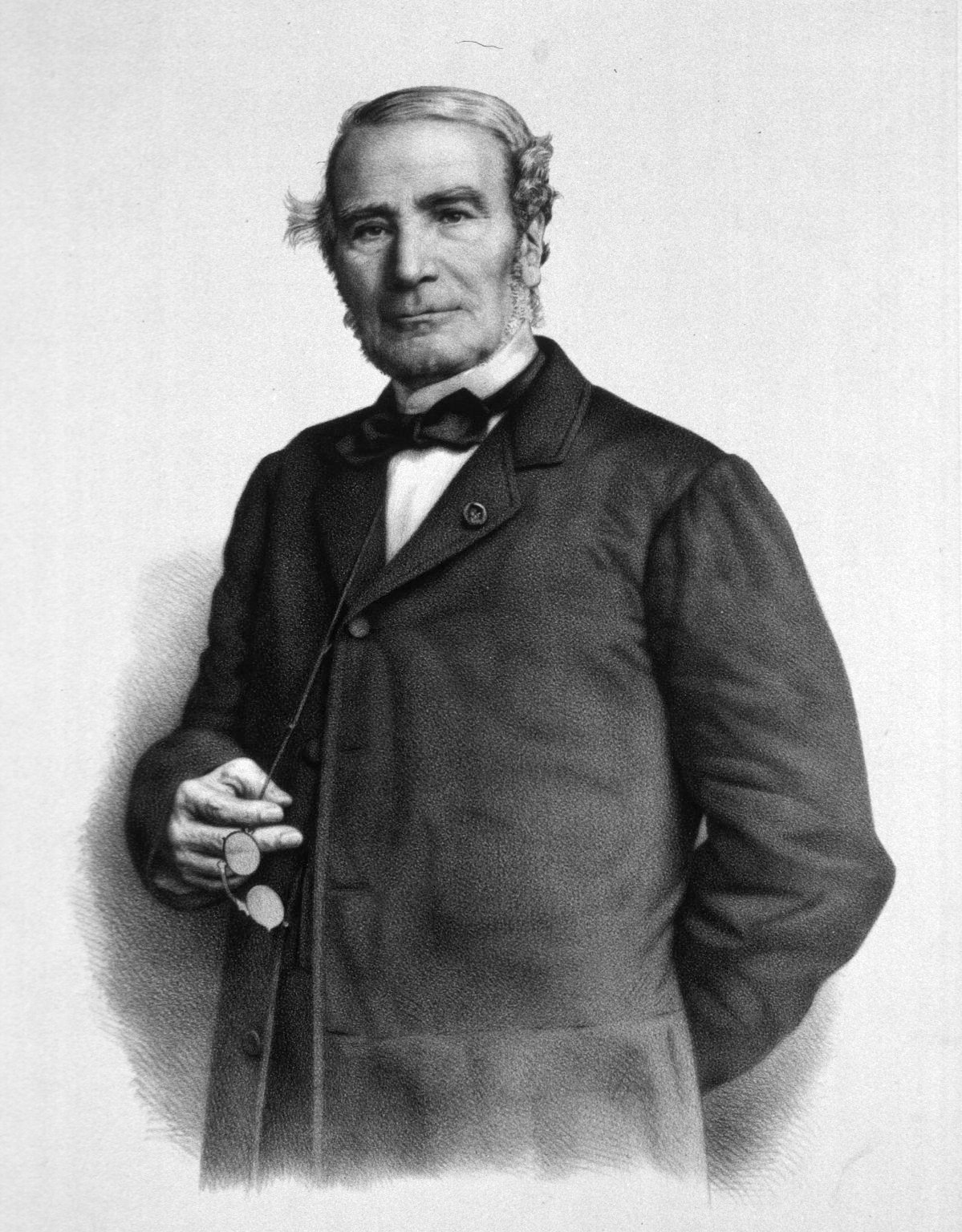
أنطوان بوسي هو أوّل تمكّن من عزل المغنيسيوم النقي، بعد أن تمكّن همفري ديفي من اكتشافه سابقاً.

يُشتَقّ اسم مغنيسيوم من الكلمة الإغريقية «Μαγνησία»، والتي قد تشير إمّا إلى منطقة في اليونان القديمة تدعى مغنيسيا، والتي تقع حالياً في إقليم ثيساليا؛ أو إلى مدنٍ مندثرةٍ حملت نفس الاسم مثل مغنيسيا (على جبل سيبيلوس)  أو مغنيسيا (على نهر مندريس)  والواقعة حالياً في تركيا؛ وتلك المناطق سكنتها قبيلة مغنيت  اليونانية القديمة. هناك صلة وصل بين تسمية المغنيسيوم وبين تسمية معدن المغنيتيت  (حجر المغناطيس) وبين تلك التي تعود إلى عنصر المنغنيز.
عُرفَت مركّبات المغنيسيوم منذ مئات السنين وذلك قبل الحصول على الفلزّ بشكله النقيّ، منها التَلْك (سيليكات المغنيسيوم المميّهة)؛ ومنها كبريتات المغنيسيوم، الذي يعرف بالاسم الشائع «الملح الإنجليزي». يُعدّ الفيزيائي والكيميائي الإسكتلندي جوزيف بلاك  أوّل من عمل على مركّبات المغنيسيوم بشكل علمي وذلك في القرن الثامن عشر. اكتشف جوزيف بلاك سنة 1755 الفرق بين الحجر الكلسي (كربونات الكالسيوم) وبين كربونات المغنيسيوم في إحدى أعماله المنشورة ، حيث كان يكثر الخلط بينهما كثيراً في تلك الأيام. أمّا الفلزّ فاستَحصَل عليه الكيميائي همفري ديفي  أوّل مرّة سنة 1808 وذلك بأسلوب التحليل الكهربائي لمزيج من أكسيد المغنيسيوم (مغنيسيا) مع أكسيد الزئبق الثنائي؛ لكنّه لم يكن نقيّاً، إنّما حصل عليه على شكل ملغمة (خليطة مع الزئبق)، لأنّه استخدم مهبطاً من الزئبق. أظهر ديفي بهذه العملية أنّ المغنيسيا أكسيد لفلزٍّ جديدٍ، أسماه «مَغْنِيُوم» ، وتحوّلت التسمية فيما بعد إلى «مغنيسيوم». في سنة 1831 نجح الكيميائي الفرنسي أنطوان بوسي من الحصول على المغنيسيوم النقيّ بأسلوب مخبري ولكن بكمّيّات قليلة، وذلك من خلال تسخين كلوريد المغنيسيوم بوجود الكالسيوم للاختزال.
بدأ العمل على تطوير عمليّات صناعية للحصول على المغنيسيوم بواسطة مايكل فاراداي ، فهو أوّل من تمكّن من الحصول على المغنيسيوم من خلال التحليل الكهربائي لمصهور كلوريد المغنيسيوم وذلك سنة 1833؛ ثمّ تمكّن روبرت بنزن  لاحقاً من إنتاج كمّيّات أكبر بنفس الأسلوب باستخدام خلية بنزن. تمكّن هنري إتيان سانت كلير ديفيل  سنة 1857 بمساعدة من كارون  من تطوير عملية صناعية لإنتاج المغنيسيوم، وذلك بإجراء اختزال لمزيج من كلوريد المغنيسيوم وفلوريد الكالسيوم باستخدام الصوديوم. إلّا أنّ تلك العمليّات لم تكن ذات جدوى اقتصادية كبيرة.
بما أنّ سبائك المغنيسيوم تتميّز بانخفاض كثافتها، فقد وجدت لها تطبيقاتٍ في مجال بناء العَرَبات، ومن أوائل التطبيقات المستخدمة لذلك الغرض كان بناء هيكل مناطيد زبلين قبل الحرب العالمية الأولى؛ كما شاع استخدامها في بناء هياكل الطائرات في ثلاثينيّات القرن العشرين. أمّا في الحرب العالمية الثانية فقد استُخدمَت خاصّية الاشتعالية المرتفعة للمغنيسيوم في تصميم الأسلحة الحارقة التي كانت تلقى على المدن أثناء المعارك والقصف الجوي.

## الوفرة الطبيعية

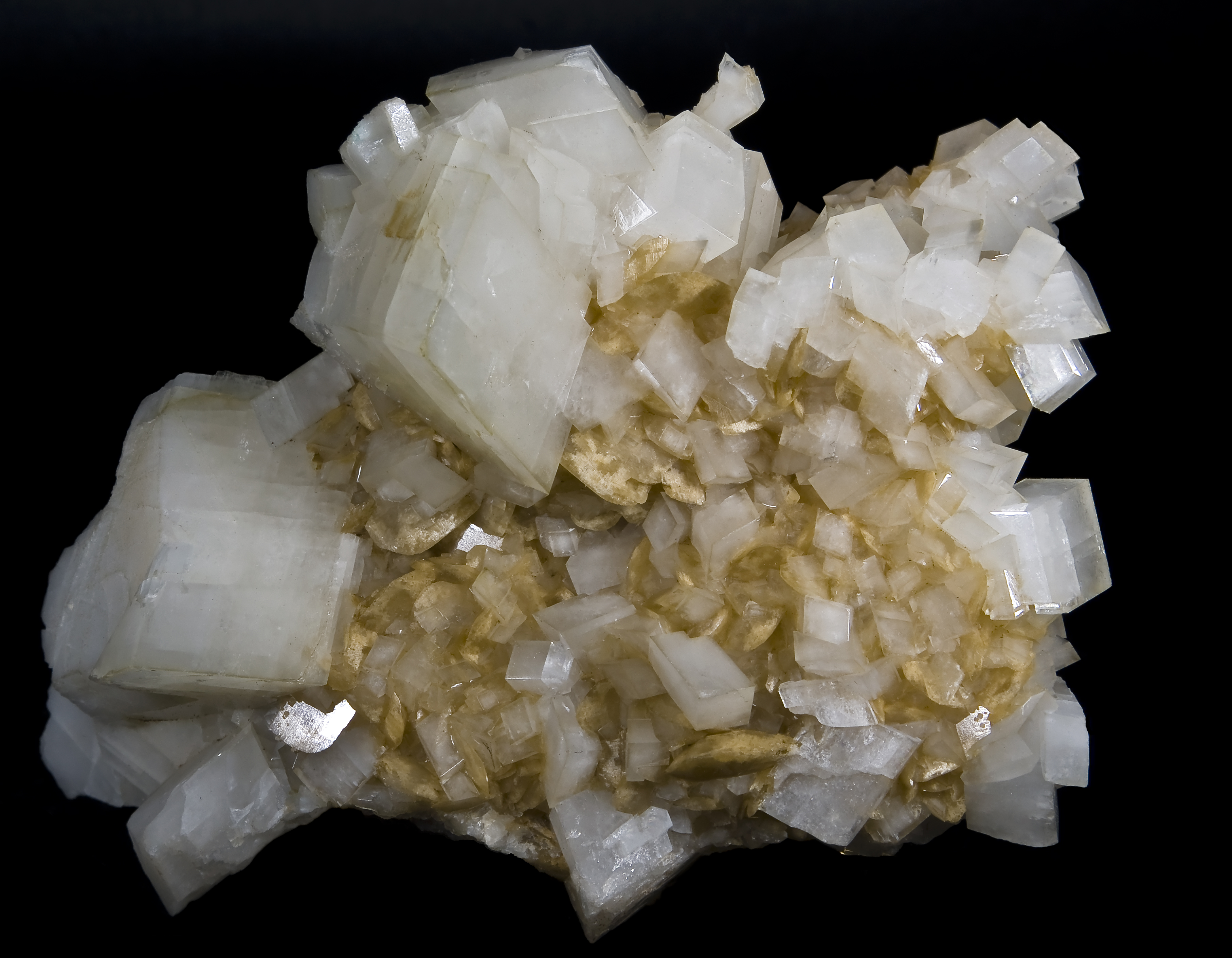
معدن الدولوميت الأبيض في تداخل مع معدن المغنيسيت الأصفر.

يوجد المغنيسيوم بوفرة جيّدة نسبياً في القشرة الأرضية، فهو يأتي في المرتبة الثامنة من حيث ترتيب وفرة العناصر الكيميائية فيها. فيمكن أن يُعثَر على المغنيسيوم في معادن مختلفة يصل عددها إلى 60 معدناً، وذلك غالباً على شكل معادن الكربونات أو السيليكات أو الكبريتات. أشهر تلك المعادن وأكثرها أهمّيّة من الناحية الاقتصادية كلُّ من المغنيسيت ، والدولوميت ، والبروسيت ، والكارناليت ، والتَلْك ، والأوليفين . من معادن المغنيسيوم الأخرى أيضاً كلّ من الإنستاتيت ، والكيزريت ، والسبيوليت  والبيكروميريت ؛ بالإضافة إلى معدن الإسبينيل .
تنتشر معادن المغنيسيوم في صخور السربنتين  وكذلك في صخر البونينيت . يوجد الأيون 2+Mg بوفرة في تركيب ماء البحر، وتبلغ نسبته حوالي 1.3 غ/كغ، فهو بذلك الثاني من حيث ترتيب الأيونات الموجبة (الكاتيونات) بعد الصوديوم؛ ممّا يجعل استحصاله من ماء البحر مجدٍ اقتصادياً.

## الإنتاج

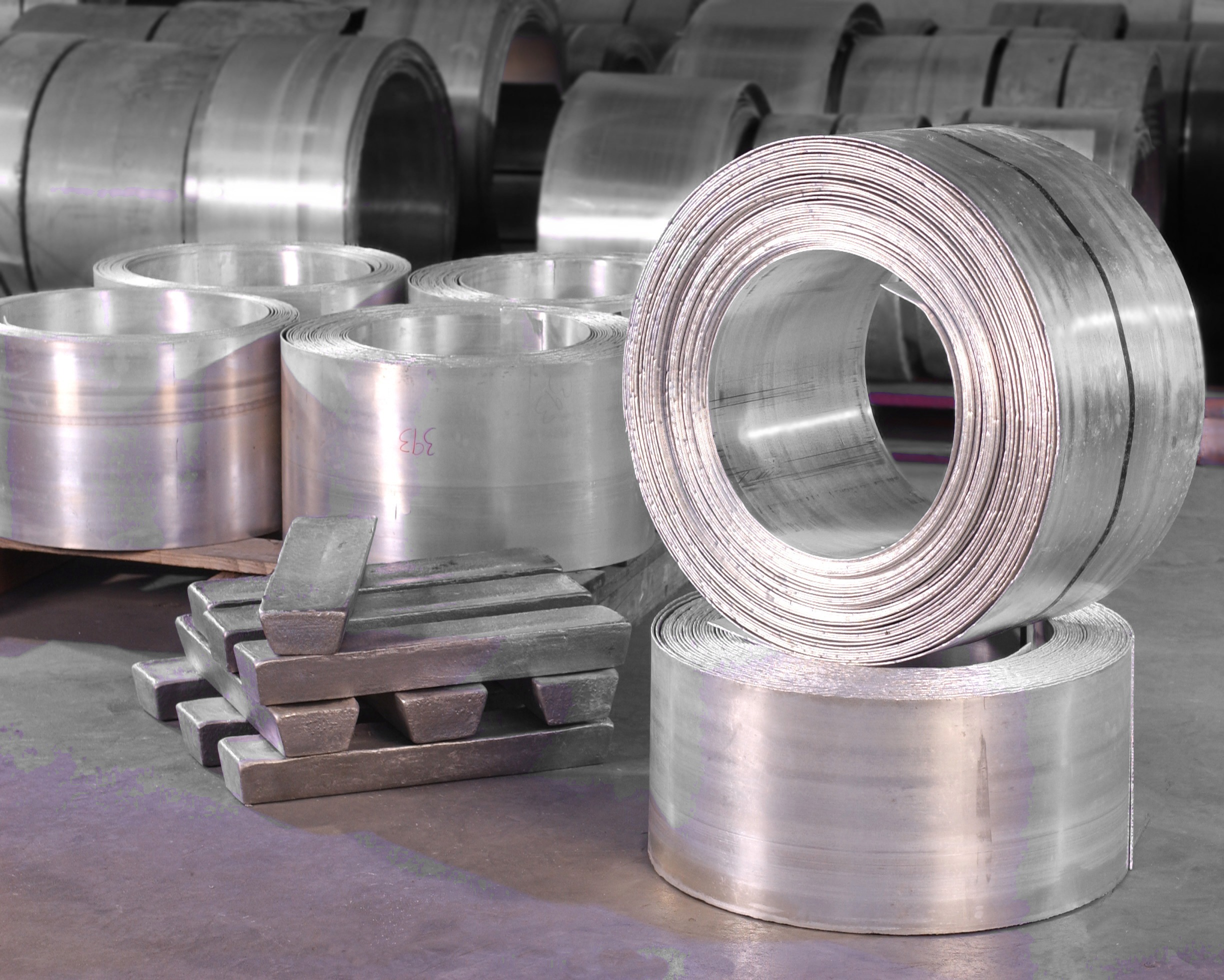
صفائح وصبّات من المغنيسيوم

يمكن الحصول على فلزّ المغنيسيوم النقيّ صناعياً وفق طريقتين، وذلك إمّا وفق «عملية داو» ، التي تعتمد على مبدأ التحليل الكهربائي لمصهور كلوريد المغنيسيوم؛ أو وفق «عملية بيدجن» ، التي تعتمد على الاختزال الحراري لمركّب أكسيد المغنيسيوم.
بلغ الإنتاج العالمي من فلزّ المغنيسيوم سنة 2017 حوالي 1,100 كيلوطن؛ وأكثر من 80% من الإنتاج العالمي من المغنيسيوم هو في الصين (930 كيلوطن)؛ في حين أنّ روسيا أنتَجت حوالي 60 كيلوطن. تعتمد الصين على عملية بيدجن في إنتاج المغنيسيوم؛ في حين تعتمد الولايات المتحدة على عملية داو في إنتاجها لهذا الفلزّ.
عملية داو
تتضمّن عملية داو الحصول على المغنيسيوم من إجراء تحليل كهربائي لمصهور كلوريد المغنيسيوم المستحصَل من الأجاج وماء البحر. يُعالَج المحلول الملحي الحاوي على أيونات المغنيسيوم 2+Mg بالجير الحي (أكسيد الكالسيوم) ثم يُجمَع هيدروكسيد المغنيسيوم المترسّب:
{\displaystyle \mathrm {Mg_{\ (aq)}^{2+}+CaO_{\ (s)}+H_{2}O_{\ (l)}\longrightarrow Ca_{\ (aq)}^{2+}+Mg(OH)_{2{\ (s)}}} }
يُحوَّل الهيدروكسيد فيما بعد إلى هيدرات جزئية من كلوريد المغنيسيوم بالمعالجة مع حمض الهيدروكلوريك ثم بالتسخين اللاحق:
{\displaystyle \mathrm {Mg(OH)_{2{\ (s)}}+2HCl_{\ (aq)}\longrightarrow MgCl_{2{\ (aq)}}+2H_{2}O_{\ (l)}} }
تُجرى بعدئذٍ عملية تحليل كهربائي لمصهور كلوريد المغنيسيوم في خلايا داونز، حيث تُختزَل أيونات المغنيسيوم على المهبط، في حين ينطلق غاز الكلور على المصعد:
{\displaystyle \mathrm {Mg^{2+}+2\ e^{-}\longrightarrow Mg} }
{\displaystyle \mathrm {2\ Cl^{-}\longrightarrow 2\ e^{-}+Cl_{2}} }
عملية بيدجن
تتضمّن عملية بيدجن الحصول على المغنيسيوم من إجراء اختزال حراري لأكسيد المغنيسيوم (المغنيسيا) عند درجات حرارة مرتفعة باستخدام السيليكون المستحصَل من خامات السيليكون الحديدي (فرّوسيليكون) عاملاً للاختزال عند حوالي 1160 °س:
{\displaystyle \mathrm {2MgO_{\ (s)}+Si_{\ (s)}+CaO_{\ (s)}\longrightarrow 2Mg_{\ (g)}+Ca_{2}SiO_{4{\ (s)}}} }
أو باستخدام الكربون (الفحم) عند حوالي 2300 °س:
{\displaystyle \mathrm {MgO_{\ (s)}+C_{\ (s)}\longrightarrow Mg_{\ (g)}+CO_{\ (g)}} }
يُكثَّف بخار المغنيسيوم المستحصَل من العملية، ثم يُنقّى بإجراء تقطير بالتفريغ، في حين أنّ أحادي أكسيد الكربون يتأكسد إلى ثنائي أكسيد الكربون. يتضمّن إنتاج 1 كغ من المغنيسيوم إطلاق حوالي 30 كغ من CO2 إلى الغلاف الجوّي.
طرق حديثة
هناك عملية حديثة نسبياً لإنتاج المغنيسيوم تعتمد على استخدام تقانة غشاء الأكسيد الصلب أثناء اختزال أكسيد المغنيسيوم بوجود مادة سيراميكية مكوّنة من أكسيد الزركونيوم (الزركونيا) المثَبَّت بأكسيد الإتريوم (الإتريا)  يتشكّل غاز الأكسجين على المصعد في هذه العملية، لذلك فهي صديقة للبيئة؛ كما أنّها أقلّ تكلفةً بحوالي 40% من عملية الاختزال الحراري.

## النظائر
للمغنيسيوم ثلاثة نظائر مستقرّة في الطبيعة وهي مغنيسيوم-24 24Mg ومغنيسيوم-25
25Mg ومغنيسيوم-26 26Mg. يعدّ مغنيسيوم-24 النظير الأكثر وفرة طبيعية من بين هذه النظائر المستقرّة، حيث يشكّل حوالي 79% من المغنيسيوم في الطبيعة، في حين أنّ النظيرين الباقيين 25Mg و26Mg لهما نسبة وفرة متقاربة (10% و 11% على الترتيب).
هنالك تسعة عشر نظيراً مشعّاً للمغنيسيوم تتراوح أعداد الكتلة لها بين 19 و 40. أطول هذه النظائر المشعّة عمراً هو النظير 28Mg الذي له عمر نصف مقداره 20.915 ساعة، في حين أنّ أقصر هذه النظائر عمراً هو النظير 39Mg الذي عمر النصف له أقلّ من 180 نانو ثانية. أُنِتجَ النظير مغنيسيوم-28 28Mg في عدّة محطّات طاقة نووية بين خمسينيّات إلى سبعينيّات القرن العشرين من أجل استخدامه في التجارب العلمية؛ إلّا أنّ قصر عمره نسبياً حال دون شيوع استخدامه. تتضمحلّ النظائر الخفيفة من نظائر المغنيسيوم المشعّة إلى نظائر الصوديوم، في حين أنّ النظائر المشعّة الثقيلة تتضمحلّ إلى نظائر الألومنيوم الموافقة.
للنويدة 26Mg تطبيقات في علم الجيولوجيا وذلك بشكل مقارب لتطبيقات الألومنيوم. إذ أن 26Mg هي نويدة ذات أصل إشعاعي ناتجة عن النويدة 26Al، والتي يبلغ عمر النصف لها مقدار 717 ألف سنة. عُثِرَ على كمّيّات وفيرة من النويدة المستقرّة 26Mg في تضمينات غنيّة بالكالسيوم والألومنيوم والموجودة في بعض الأحجار النيزكية الكربونية؛ وذلك يعود إلى اضمحلال النويدة 26Al في التضمينات؛ وذلك أدّى إلى استنتاج أن تلك الأحجار النيزكية كانت قد تشكّلت في السديم الشمسي، وأنّها من أقدم الأجرام في النظام الشمسي، وتُقدِّم بذلك معلومات مهمّة عن تشكّل وتطوّر المجموعة الشمسية.

## الخواص الفيزيائية
يوجد عنصر المغنيسيوم في الشروط القياسية على شكل فلزّ لامع ذي لون يتراوح بين الأبيض إلى الرمادي، وهو فلز خفيف الوزن له ثلثا كثافة جاره الألومنيوم. للمغنيسيوم أخفض نقطة انصهار (650 °س) ونقطة غليان (1091 °س) بين عناصر الفلزّات القلوية الترابية. إنّ بلّورات المغنيسيوم النقيّ هشّة، ومن السهل أن تتصدّع؛ وتبلغ قيمة معامل المرونة الطولي له حوالي 45 غيغاباسكال. يصبح المغنيسيوم أكثر فدرةً على السحب عندما يُسبَك مع كمّيّات صغيرة من فلزّات أخرى، مثل الألومنيوم؛ كما يمكن أن تزداد القدرة على سحبه أيضاً عندما يكون قياس الحبيبات صغيراً من أبعاد حوالي 1 ميكرومتر (ميكرون) أو أقلّ.

### السبائك

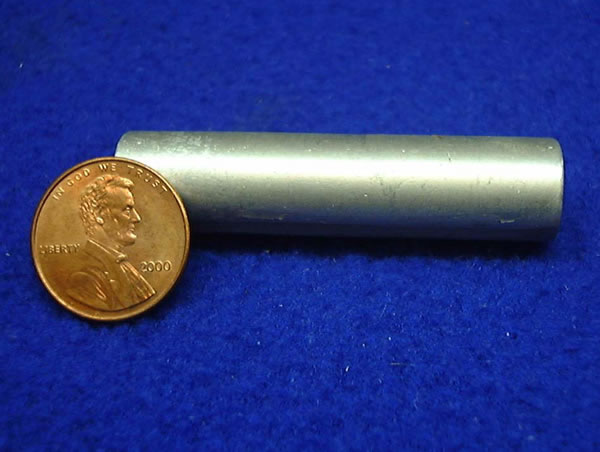
قضيب من المغنيسيوم

يشكّل المغنيسيوم العديد من السبائك مع عددٍ معتبرٍ من الفلزّات؛ منها مع الألومنيوم Mg-Al، والمنغنيز Mg-Mn، والسيليكون Mg-Si، والزنك Mg-Zn؛ بالإضافة إلى سبيكة إلكترون، وهي علامة تجارية لعدد من السبائك التي تتكوّن من 90% مغنيسيوم بالإضافة إلى حوالي 9.5% ألومنيوم، مع وجود كمّيّات ضئيلة من عدّة عناصر أخرى مثل الزنك أو القصدير أو الإتريوم أو النيوديميوم أو الغادولينيوم أو الزركونيوم؛ بالإضافة إلى كمّيّات نزرة من عناصر أرضية نادرة.
إنّ أكثر ما يميّز سبائك المغنيسيوم تلك هو خفّة وزنها، فعلى سبيل المقارنة تبلغ كثافة المغنيسيوم 1.74 غ/سم3 في حين أنّها تبلغ مقدار 2.75 غ/سم3 للألومنيوم. وما يميّزها أنّ مجال درجة انصهارها يقع بين 430 و630 °س، ممّا يجعل من عملية سبكها موفّرةً نسبياً للطاقة؛ لكنّها أقلّ مقاومةً للشدّ وأقلّ صلادة بالمقارنة مع سبائك الألومنيوم. تُستخدَم سبائك المغنيسيوم في بناء هياكل العربات، كما تُستخدَم أيضاً في صبّ هيكل محرّكات السيارات، كما هو الحال في سيارة ألفا روميو 156 وفي بعض محرّكات سيارات شركة BMW  على سبيل المثال.
بلغ الاستهلاك العالمي من سبائك المغنيسيوم سنة 2013 أقلّ من حوالي مليون طن، بالمقارنة مع 50 مليون طن من سبائك الألومنيوم. من العيوب التي تحدّ من انتشار سبائك المغنيسيوم هو ميلها للتآكل، وكذلك وجود خاصة الزحف، بالإضافة إلى قابليتها للاشتعال. يؤدّي وجود كمّيّات من فلزّات الحديد أو النيكل أو النحاس أو الكوبالت إلى تحفيز وتنشيط التآكل؛ حيث تعمل تلك الفلزّات على تشكيل مركّبات بين فلزية مترسّبة، ممّا يؤدّي إلى تنشيط مواقع مهبطية في بنية السبيكة، والتي تقوم باختزال الماء، ممّا يؤدّي إلى فقدان المغنيسيوم. ويمكن التغلّب على ذلك بإضافة كمّيّات مضبوطة من المنغنيز، أو من الزرنيخ.

## الخواص الكيميائية
عند تعرّض فلز المغنيسيوم النقي للهواء فإنّه يفقد لمعانه، وذلك بسبب تشكّل طبقة من الأكسيد، والتي يصعب إزالتها، ولكنّها لا تغطّي كامل الفلز، مثلما يحدث مع الألومنيوم، لأنّ لأكسيد المغنيسيوم (MgO) حجم مولي أقلّ من فلزّ المغنيسيوم نفسه؛ (10.96 سم3/مول للأكسيد مقابل 13.96 سم3/مول للفلز). يتميّز المغنيسيوم بأنّه قابل للاشتعال بسهولة، خاصّةً عندما يكون على شكل مسحوق أو على شكل صفائح رقيقة؛ في حين أنّ الكتل الضخمة منه يصعب اشتعالها. يحترق هذا الفلزّ بلهبٍ أبيض، ويمكن أن تصل درجة حرارة لهب المغنيسيوم المشتعل أو سبائكه إلى 3100 °س. يتشكّل لدى احتراق المغنيسيوم مركّب أكسيد المغنيسيوم MgO والبعض من نتريد المغنيسيوم Mg3N2.
يتفاعل المغنيسيوم النقيّ بعنفٍ مع الماء وينطلق غاز الهيدروجين جرّاء ذلك التفاعل:
{\displaystyle \mathrm {Mg\ +\ 2\ H_{2}O\ \longrightarrow \ Mg(OH)_{2}\ +\ H_{2}} }
ما يقللّ من الخطورة هو تشكّل هيدروكسيد المغنيسيوم صعب الانحلال في الماء، ممّا يؤدّي إلى تخميل شدّة هذا التفاعل. كما تستطيع الأحماض المعدنية الممدّدة أن تذيب طبقة الأكسيد وأن تتفاعل بشكل ناشر للحرارة مع المغنيسيوم، لتعطي مثلاً مع حمض الهيدروكلوريك ملح الكلوريد الموافق بالإضافة إلى غاز الهيدروجين. من جهةٍ أخرى، لا يتفاعل المغنيسيوم مع حمض الهيدروفلوريك، وذلك على العكس من الألومنيوم، ويعود السبب إلى ضعف انحلالية فلوريد المغنيسيوم المتشكّل؛ كما لا يتفاعل المغنيسيوم مع القواعد الكيميائية.
يتفاعل المغنيسيوم مع ثنائي أكسيد الكربون بشكلٍ طاردٍ للحرارة مع تشكّل الكربون وأكسيد المغنيسيوم:
{\displaystyle \mathrm {2\ Mg+CO_{2}\longrightarrow 2\ MgO+C} }

### المركّبات الكيميائية
يشكّل المغنيسيوم العديد من المركّبات الكيميائية، وذلك بشكلٍ شبه سائدٍ في حالة الأكسدة +2؛ وذلك سواءً في مركّباته اللاعضوية أو العضوية.

#### المركبات اللاعضوية
الأكاسيد والهيدروكسيد
يعدّ أكسيد المغنيسيوم (المغنيسا) MgO من مركّبات المغنيسيوم وفيرة الانتشار والاستخدام، وهو يوجد في الطبيعة على شكل معدن بيريكلاس؛ ويوجد في شكله النقيّ على هيئة بلّورات عديمة اللون ذات بنية شبيهة ببنية كلوريد الصوديوم. أمّا هيدروكسيد المغنيسيوم Mg(OH)2 فهو ملح قاعدي عديم اللون، ويوجد في الطبيعة على شكل معدن البروسيت؛ وتتبع بلّوراته النظام البلّوري الثلاثي متساوي الأحرف. في حين أنّ بلّورات بيروكسيد المغنيسيوم MgO2 عديمة اللون أيضاً، إلّا أنّ لها بنية البيريت، ويشبه المركّب في خواصه الكيميائية مركّب بيروكسيد الكالسيوم.
الهاليدات

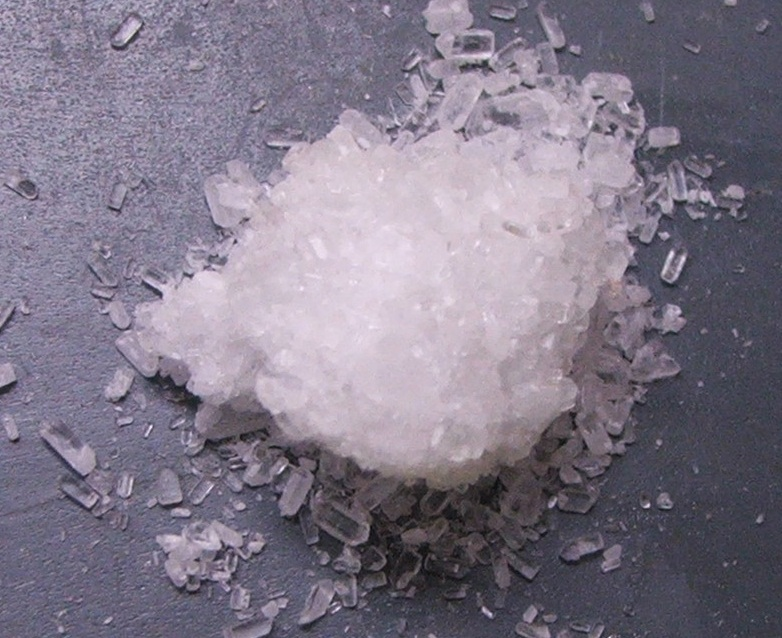
معدن الإبسوميت وتركيبه الكيميائي من كبريتات المغنيسيوم سباعي الهيدرات MgSO_{4}•7H_{2}O

يشكّل المغنيسيوم مركّبات الهاليد النمطية؛ فمركّب كلوريد المغنيسيوم MgCl2 قابل للاسترطاب بسهولة، ويوجد في الطبيعة على هيئة معدن البيشوفيت، وكذلك مع البوتاسيوم في الملح المزدوج كارناليت (KMgCl3•6H2O)، بالإضافة إلى وجوده على شكل منحلّ في ماء البحر والبحيرات المالحة. يوجد مركّب فلوريد المغنيسيوم MgF2 على هيئة بلّورات عديمة اللون ذات نظام بلوري رباعي بنمط بنية الروتيل؛ أمّا بروميد المغنيسيوم MgBr2 ويوديد المغنيسيوم فهي أملاح ذات قابلية استرطاب مرتفعة، وتتبع بنيتها النظام البلّوري الثلاثي متساوي الأحرف.
أملاح لاعضوية أخرى
من الأملاح اللاعضوية المعروفة للمغنيسيوم كلّ من الكربونات MgCO3 والنترات Mg(NO3)2 والكبريتات MgSO4؛ بالإضافة إلى أملاح فوسفات المغنيسيوم المختلفة. هناك أيضاً مركّبات لاعضوية أخرى كثيرة للمغنيسيوم؛ منها هيدريد المغنيسيوم MgH2 وثنائي بوريد المغنيسيوم MgB2 وكربيد المغنيسيوم Mg2C3 ونتريد المغنيسيوم Mg3N2 وكبريتيد المغنيسيوم MgS وسيليسيد المغنيسيوم Mg2Si وجرمانيد المغنيسيوم Mg2Ge وتيتانات المغنيسيوم MgTiO3 وكذلك مركب بولونيد المغنيسيوم MgPo.

#### المركبات العضوية
هناك عددٌ من مركّبات المغنيسيوم العضوية، ولكنّ أشهرها تُعرَف تحت اسم مركّبات غرينيار (أو كواشف غرينيار)، وذلك نسبة إلى مكتشفها فيكتور غرينيار ، ولها الصيغة العامة R−Mg−X، حيث X تمثل أحد الهالوجينات وR تمثل مجموعة كربونية من ألكيل أو أريل. من الأمثلة على هذه المركّبات كلّ من مركّب كلوريد ميثيل المغنيسيوم CH3MgCl و بروميد فينيل المغنيسيوم C6H5MgBr. تُحضّر مركّبات غرينيار من تفاعل هاليدات الألكيل أو الأريل مع خراطة المغنيسيوم؛ وتوجد محاليلها في توازن كيميائي يعرف باسم توازن شلينك . يتصرف كاشف غرينيار في تفاعلاته على هيئة كاشف محب للنواة (نكليوفيل) مهاجماً المجموعات المحبة للإلكترونات (إلكتروفيل)، أو الذرّات ذات الاستقطاب الجزئي الموجب، مثل ذرّة الكربون المرتبطة بذرّة أكثر كهرسلبية في مجموعة الكربونيل على سبيل المثال. بالتالي يمكن بواسطة كواشف غرينيار الحصول على مركّبات عضوية فلزّية جديدة، كما هو الحال مع البزموت:
{\displaystyle \mathrm {BiCl_{3}+3\ RMgX\longrightarrow BiR_{3}+3\ MgX_{2}} }
أو الحصول على مركّبات جديدة عن طريق تفاعل إضافة:
{\displaystyle \mathrm {RC\equiv N+RMgX\longrightarrow R_{2}C{\text{=}}NMgX{\xrightarrow {H_{2}O}}R2C{\text{=}}NH+Mg(OH)X} }
من جهةٍ أخرى، يمكن الحصول على مركّبات مغنيسيوم ثنائية المجموعة العضوية على الشكل R2Mg بعدّة طرق؛ وذلك إمّا:
- وفق أسلوب التبادل الفلزّي، مثلما هو الحال في التفاعل التالي للمغنيسيوم مع مركّب زئبق عضوي:

{\displaystyle \mathrm {R_{2}Hg+Mg\longrightarrow R_{2}Mg+Hg} }
- أو وفق تفاعل تبادل بين كاشف غرينيار ومركب ليثيوم عضوي:

{\displaystyle \mathrm {RMgX+LiR\longrightarrow R_{2}Mg+LiX} }
- أو بإزاحة توازن شلينك باستخدام مركب 4،1-ديوكسان:[31]

{\displaystyle \mathrm {2\ RMgX+2\ 1,4{\text{-}}Dioxan\longrightarrow R_{2}Mg+MgX_{2}(1,4{\text{-}}Dioxan)_{2}\downarrow } }
- أو تفاعل إضافة هيدريد المغنيسيوم إلى ألكين:[32]

{\displaystyle \mathrm {MgH_{2}+2\ CH_{2}{\text{=}}CHR'\longrightarrow MgR_{2}} }
كما يستطيع عنصر المغنيسيوم أن يشكّل معقّدات تناسقية مع الرابطة الثنائية C=C في عددٍ من المركّبات باستخدام رباعي هيدرو الفوران من أجل تثبيت المعقّد، مثلما هو الحال مع 3،1-بوتاديين:
أو الأنثراسين حيث يُستحصَل على مركّب أنثراسين المغنيسيوم، والمستخدم على شكل حفّاز من أجل تفاعلات الهدرجة.

### الكشف عن المغنيسيوم
يمكن الكشف تحليلياً عن المغنيسيوم باستخدام كاشف كيميائي مثل أصفر الثيازول أو كيناليزارين أو باستخدام كاشف يدعى «مغنيسون II»  وهو صباغ آزوي له الاسم الكيميائي: 4-(4-نترو فينيل آزو)-1-نافثول. للكشف عن المغنيسيوم باستخدام كاشف المغنيسون II تُحَلّ المادّة المراد تحليلها في الماء، ثم يُصَيّر الوسط قلوياً. ثم يضاف إلى الوسط بضعة قطرات من الكاشف. عند وجود المغنيسيوم في الوسط يتشكّل لون أزرق داكن؛ إلّا أنّه ينبغي إزالة أيّة فلزّات قلوية ترابية من الوسط قبل إجراء العملية بترسيبها على شكل كربونات، وذلك لمنع التداخل. أمّا في عملية الكشف عن المغنيسيوم باستخدام كاشف أصفر الثيازول، فتُحلّ العيّنة أوّلاً بالماء ثم يُحمَّض الوسط ثم تضاف بضعة قطرات من أصفر الثيازول، ثم يُصيَّر الوسط قلوياً؛ حيث يعطي هذا الكاشف بوجود المغنيسيوم راسباً ذا لون أحمر قانئ. يحدث التداخل في التحليل بواسطة أصفر الثيازول مع أيونات النيكل والزنك والمنغنيز والكوبالت؛ وعادةً ما تزال من الوسط على شكل رواسب من الكبريتيدات الموافقة. أما للكشف عن المغنيسيوم باستخدام كاشف الكيناليزارين فتجرى في محلول للعيّنة في وسط حمضي، ثم تضاف قطرتان من الكاشف، ثم يُصيَّر الوسط قلوياً، وعند وجود المغنيسيوم يتشكّل لون أزرق من معقّد للمغنيسيوم ضعيف الانحلال.
يمكن الكشف عن المغنيسيوم أيضاً باستخدام أسلوب تفاعل الترسيب التقليدي مع أملاح الفوسفات. ينبغي أن يجرى التفاعل بعد إزالة الفلزّات الثقيلة لمنع التداخل ثم تضاف الأمونيا مع ملح كلوريد الأمونيوم، ثم يضاف فوسفات ثنائي الصوديوم مع جعل قيمة حموضة الوسط (pH) تتراوح بين 8 إلى 9؛ وعند وجود أيونات المغنيسيوم يتشكّل راسب أبيض من فوسفات المغنيسيوم والأمونيوم:
{\displaystyle \mathrm {Mg^{2+}+NH_{4}^{+}+PO_{4}^{3-}\ \rightarrow \ MgNH_{4}PO_{4}\downarrow } }

## الدور الحيوي
يعدّ المغنيسيوم من العناصر الغذائية المعدنية المهمّة للجسم؛ وهو يوجد على شكل أيون ثنائي الشحنة الموجبة 2+Mg وهو من المغذّيات الأساسية للحياة؛ وخاصّةً في العلاقة الوثيقة بينه وبين الفوسفات؛ حيث يلعب المغنيسيوم دوراً في تثبيت واستقرار المركّبات متعدّدة الفوسفات في الخلايا بما فيها تلك المتعلّقة باصطناع الحمض النووي الريبوزي (RNA) والحمض النووي الريبوزي منقوص الأكسجين (DNA)؛ كما يحتاج مركّب أدينوسين ثلاثي الفوسفات (ATP)، وهو مصدر الطاقة الأساسي في الخلايا، إلى الارتباط مع أيون المغنيسيوم ليصبح ذا فعالية ونشاط، ولوحظ أن جزيء ATP يوجد عادةً على شكل متمَخلب مع أيون المغنيسيوم.

### المصادر الغذائية

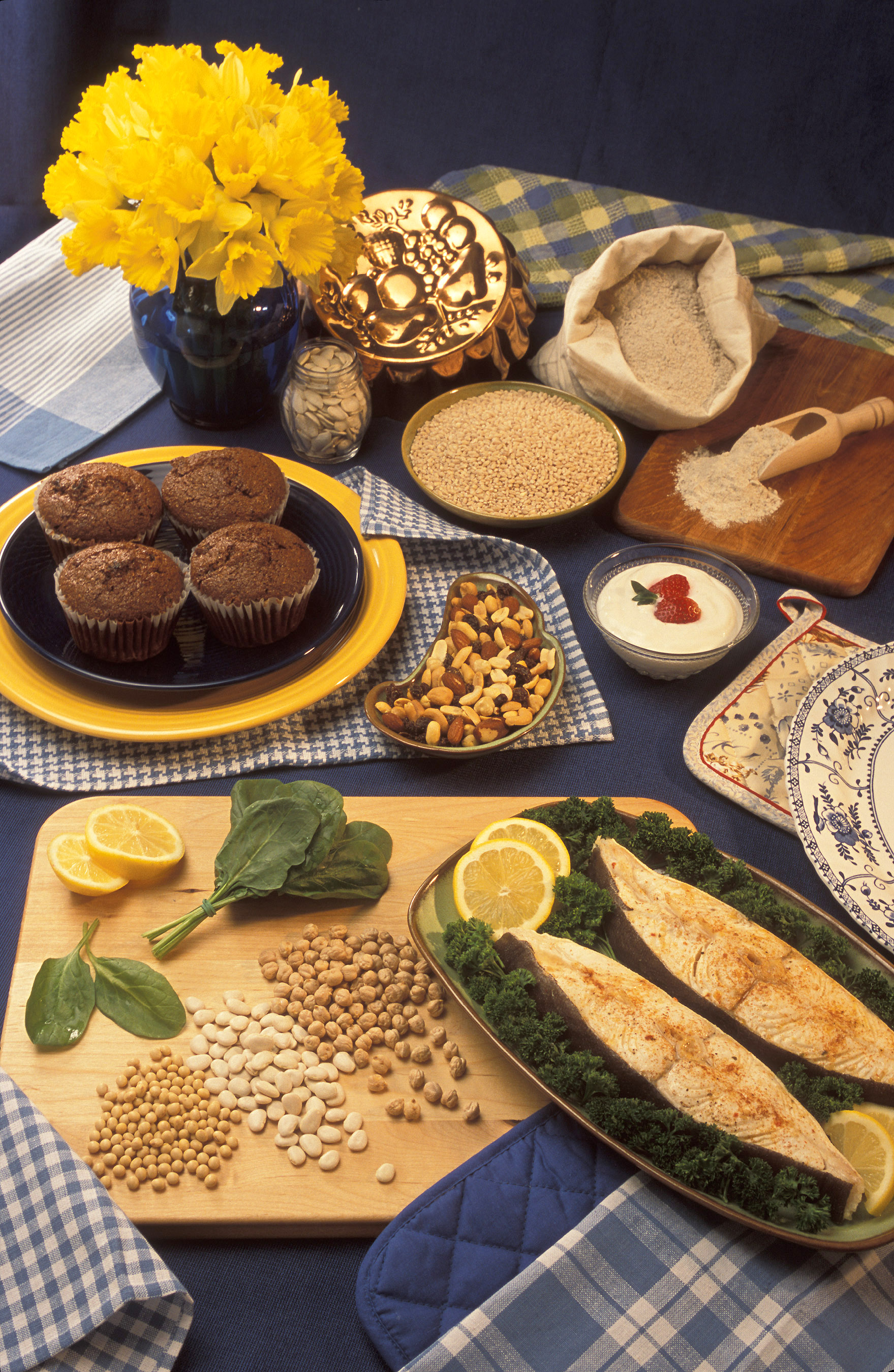
أمثلة على مصادر غذائية طبيعية متنوّعة حاوية على المغنيسيوم.

### الجرعة الزائدة

بنية الكلوروفيل وتظهر فيها ذرة المغنيسيوم المركزية.

### الصناعات المعدنية

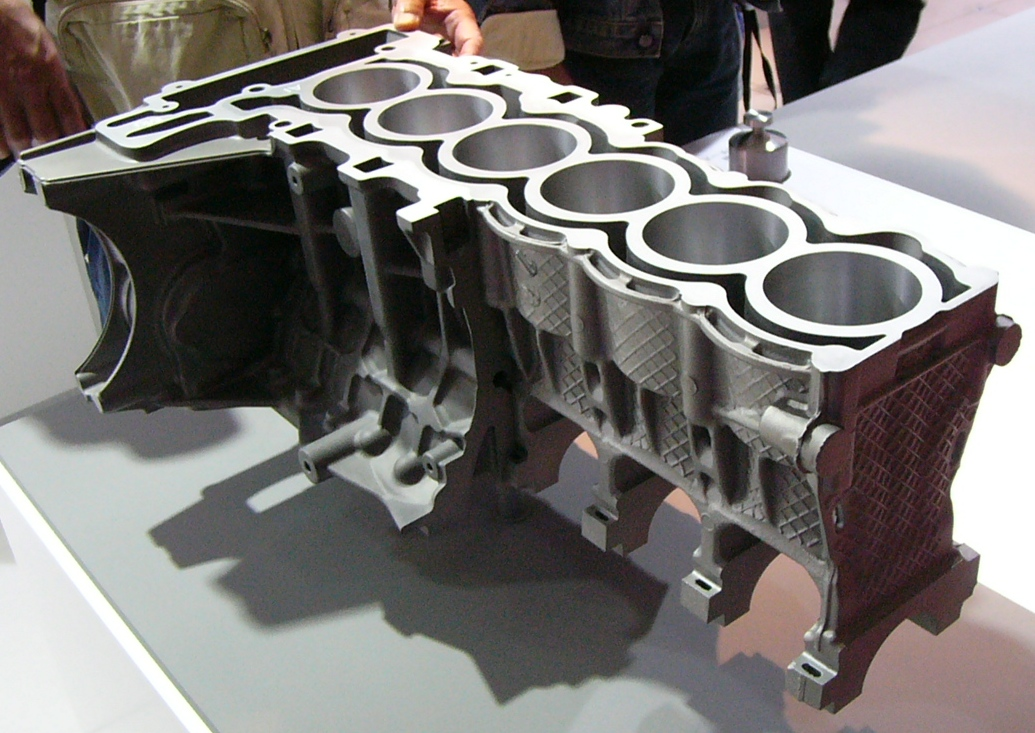
هيكل مصنوع من سبيكة للمغنيسيوم والألومنيوم لمحرّك BMW-N52

### الإضاءة والمؤثرات البصرية

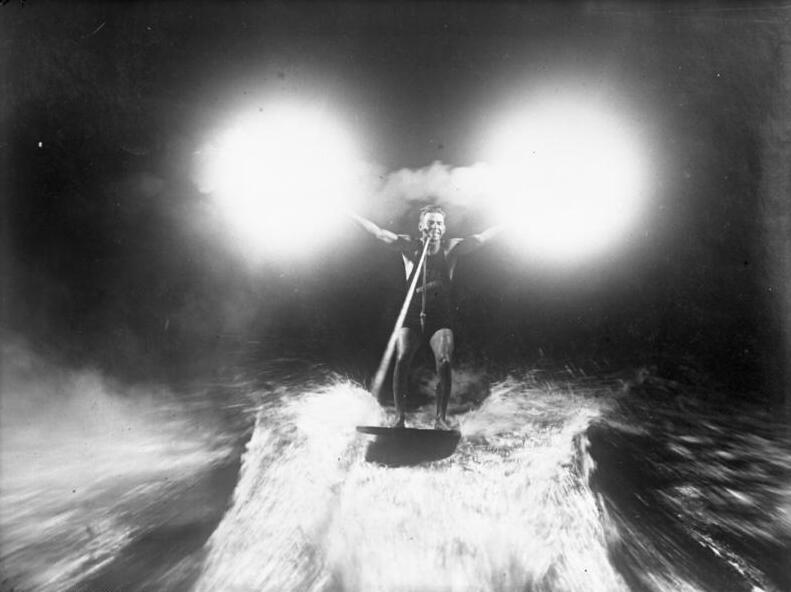
صورة تعود لسنة 1931 تمثّل شخصاً يقوم بعرض وهو ممسكٌ بمشاعل مصنوعة من المغنيسيوم.

### تطبيقات أخرى

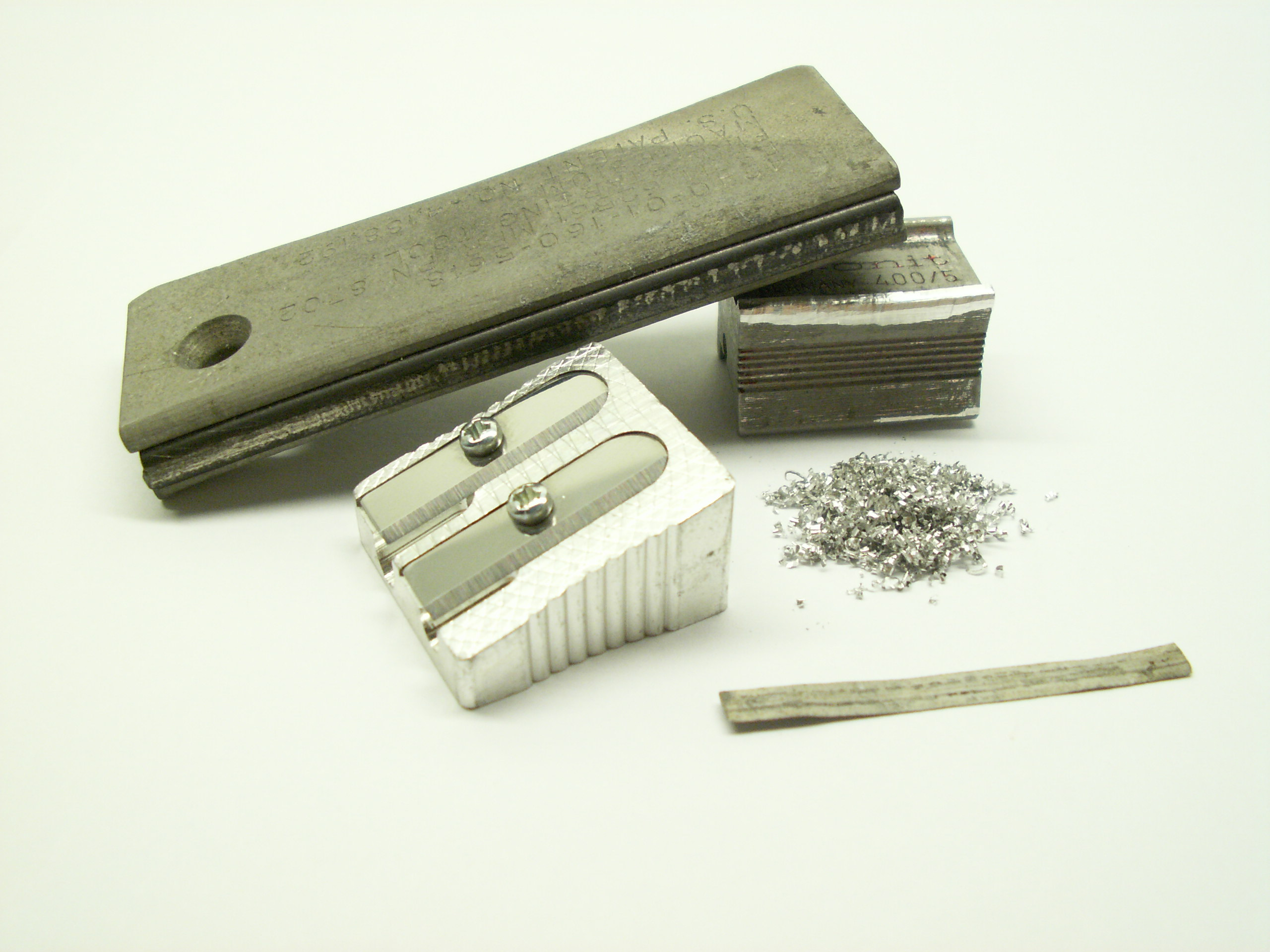
منتجات متفرّقة مصنوعة من المغنيسيوم